# Lucinoma gagei
Lucinoma gagei is een tweekleppigensoort uit de familie van de Lucinidae. De wetenschappelijke naam van de soort is voor het eerst geldig gepubliceerd in 2006 door Oliver & Holmes.